# Булацелівка
Булаце́лівка — село в Україні, у Лозівському районі Харківської області. Населення становить 42 осіб. Входить до складу Біляївської селищної громади.

## Географія
Село Булацелівка знаходиться правому березі річки Берека біля Берекського водосховища. Вище за течією на відстані 1 км розташоване село Зеленівка, нижче за течією на відстані 3 км розташоване село Максимівка. На протилежному березі розташований великий садовий масив.

## Історія
- Булацелівка в 1776 у була пасікою генерал-майора Іллі Варламовича Булацеля. Згодом ці землі відійшли його дочки Єфросинії, що вийшла заміж за майора Африкана Максимовича Павлова[1].
- 1850 — дата заснування.
- 12 червня 2020 року, відповідно до Розпорядження Кабінету Міністрів України  № 725-р «Про визначення адміністративних центрів та затвердження територій територіальних громад Харківської області», увійшло до складу Біляївської селищної громади[2].
- 19 липня 2020 року, в результаті адміністративно - територіальної реформи та ліквідації Первомайського району, село увійшло до складу Лозівського району Харківської області[3].

## Економіка
- Первомайське міжгосподарське підприємство по виробництву товарної риби.
- Товариство з обмеженою відповідальністю «Рибгосп».